# Gambelia sila
Gambelia sila là một loài thằn lằn trong họ Crotaphytidae. Loài này được Stejneger mô tả khoa học đầu tiên năm 1890.